# Alfa Romeo 125
L'Alfa Romeo 125 fu un motore aeronautico radiale 9 cilindri a singola stella e raffreddato ad aria sviluppato dall'azienda italiana Alfa Romeo Milano negli anni trenta.
Introdotto nel 1936 fu il primo di una serie di motori sviluppati dai progetti originali dall'azienda aeronautica britannica Bristol Engine Company dei quali l'azienda milanese aveva acquistato una licenza di produzione dei loro Bristol Jupiter e Bristol Pegasus di pari architettura interna, con deroga di introdurne migliorie progettate dallo staff tecnico dell'Alfa Romeo.
Le varie versioni sviluppate, che si differenziavano tra loro per l'adozione di diversa accessoristica e taratura, tutte sovralimentate con compressori tarati per diverse quote di ristabilimento, equipaggiarono numerosi velivoli militari italiani del periodo, principalmente bombardieri, a disposizione dei reparti della Regia Aeronautica prima e durante la Seconda guerra mondiale.
Tra il 1934 e 1944 ne furono costruiti circa 11 000 unità.

## 125 RC.35
Il 125 RC.35 riproponeva l'architettura radiale a 9 cilindri posti su una a singola stella comune a tutta la gamma. Basato sul progetto del britannico Bristol Pegasus ne era un suo sviluppo maturato anche con l'esperienza acquisita del più recente Bristol Jupiter, era caratterizzato dall'adozione di un compressore centrifugo a singola velocità ottimizzato per la quota di ristabilimento di 3 000 m e di un riduttore di velocità epicicloidale interposto all'elica.

## Velivoli utilizzatori
Italia
- Breda Ba.64
- Caproni A.P.1 (prototipo della seconda serie)
- Savoia-Marchetti S.M.81 "Pipistrello"

### Alfa Romeo 126 RC.34

#### Specifiche
- Potenza: 507-582 kW (680-780 hp)

##### Velivoli utilizzatori
- DAR-10A (prototipo)
- Savoia-Marchetti S.M.73
- Savoia-Marchetti S.M.74
- Savoia-Marchetti S.M.79 "Sparviero"[2]
- Savoia-Marchetti S.M.81 "Pipistrello"
- Savoia-Marchetti S.M.83
- Caproni Bergamaschi AP.1
- Cant Z.506B "Airone"
- Junkers Ju 52.[3]

## Alfa Romeo 126 RC.10 (versione civile del RC.34)

### Specifiche
- potenza: 559-597 kW (750-800 hp)

### Applicazioni
- CANT Z.506A
- Macchi M.C.94
- Macchi M.C.100[4]
- Savoia-Marchetti SM.73

## Alfa Romeo 128 RC.18

### Specifiche
- Potenza: 641-717 kW (860-962 hp)

#### Velivoli utilizzatori
- Savoia-Marchetti S.M.79B "Sparviero"
- Savoia-Marchetti S.M.82 "Marsupiale"
- Savoia-Marchetti S.M.95

### Alfa Romeo 128 RC.21

#### Specifiche
- Potenza: 708 kW (950 hp)

##### Velivoli utilizzatori
- Savoia-Marchetti S.M.75
- Savoia-Marchetti S.M.82 "Marsupiale"